# Darío Silva (Fußballspieler, 1992)
Darío Silva, vollständiger Name Ruben Darío Silva Silva, (* 19. Februar 1992 in Montevideo) ist ein uruguayischer Fußballspieler.

## Karriere
Der 1,79 Meter große Torhüter Silva stand zu Beginn seiner Karriere in Reihen des Erstligisten Defensor Sporting. Dort erhielt er in den Erstligaspielzeiten 2011/12 und 2012/13 keine Einsatzzeiten in der Primera División, wurde im Jahr 2012 aber fünfmal in der Copa Libertadores Sub-20 eingesetzt, bei der sein Verein das Finale erreichte. Im Januar 2013 wurde er an den Ligakonkurrenten El Tanque Sisley ausgeliehen. Nachdem er auch dort zunächst nicht über die Rolle des Ersatztorhüters hinauskam, lief er in der Saison 2014/15 15-mal in der höchsten uruguayischen Spielklasse auf. In der Spielzeit 2015/16 wurde er in acht Erstligaspielen eingesetzt und stieg mit dem Klub am Saisonende ab. Anfang September 2016 schloss er sich dem Erstligaaufsteiger Rampla Juniors an, für den er allerdings keine Profipflichtspiele absolvierte. Im Juli 2017 verpflichtete ihn der guatemaltekische Verein Deportivo Carchá.